# Mykoła Zinczuk
Mykoła Pyłypowycz Zinczuk (ukr. Микола Пилипович Зінчук, ur. 11 kwietnia 1928 w Suchawie, zm. 28 sierpnia 2014 w Tuczynie) był dyrektorem sowchozu w rejonie hoszczańskim i Bohaterem Pracy Socjalistycznej (1985).

## Życiorys
Urodził się w ukraińskiej rodzinie w powiecie włodawskim. W wieku 6 lat stracił matkę, od dzieciństwa pomagał ojcu w pracy na roli i jednocześnie uczył się w wiejskiej szkole. Do 1946 mieszkał w rodzinnej wsi, w czerwcu 1946 wraz z rodziną został przesiedlony do Ukraińskiej SRR w ramach masowych przesiedleń ludności. W 1954 ukończył Lwowski Instytut Weterynaryjny (obecnie Lwowska Narodowa Akademia Medycyny Weterynaryjnej), po czym został głównym weterynarzem rejonu tuczyńskiego (obecnie rejon hoszczański) w obwodzie rówieńskim, a następnie starszym weterynarzem i potem głównym weterynarzem miejscowego sowchozu, w 1971 wyznaczono go dyrektorem tego sowchozu. W okresie gdy sprawował tę funkcję, w sowchozie wybudowano wiele obiektów użyteczności publicznej, m.in. warsztat, garaż, poliklinikę, szpital, aptekę, kinoteatr, kawiarnię i kilka klubów, a poza tym 220 budynków mieszkalnych. Drogi i ulice w sowchozie zmieniono na asfaltowe, a do wsi został doprowadzony gaz ziemny. Gdy Zinczuk był jego dyrektorem, sowchoz stał się jednym z najlepszych w całym ZSRR; odbywali w nim staże specjaliści i kierownicy gospodarstw nie tylko w ZSRR, ale również z Czechosłowacji, Polski i Bułgarii. W wyniku reorganizacji produkcji rolnej znacząco wzrosły plony ziemniaków i buraków cukrowych. Zinczuk, który zainicjował tam również uprawę kukurydzy według opracowanej przez siebie metody, kierował tym gospodarstwem również po rozpadzie ZSRR i przemianowaniu w 1991 sowchozu na Doświadczalne Gospodarstwo Tuczinskoje będące państwowym przedsiębiorstwem. Napisał wiele książek na temat upraw rolnych, hodowli zwierząt i produkcji paszy, oraz ponad sto artykułów i broszur. W latach 1985–1991 współredagował lokalne pismo rolnicze, w 1997 został członkiem Rady Politycznej Agrarnej Partii Ukrainy (obecnie Partia Ludowa). Był deputowanym do Rady Obwodu Rówieńskiego. W 2008 został doktorem honoris causa Lwowskiego Uniwersytetu Medycyny Weterynaryjnej i Narodowego Związku Dziennikarzy Ukrainy.

## Odznaczenia
- Medal Sierp i Młot Bohatera Pracy Socjalistycznej (5 grudnia 1985)
- Order Lenina (dwukrotnie, 6 marca 1981 i 5 grudnia 1985)
- Order Rewolucji Październikowej (6 września 1973)
- Order „Za zasługi” I klasy (Ukraina, 28 marca 2008)
- Order „Za zasługi” II klasy (11 kwietnia 2003)
- Order „Za zasługi” III klasy (3 kwietnia 1998)
- Order Czerwonego Sztandaru Pracy (8 kwietnia 1971)
- Order „Znak Honoru” (24 grudnia 1976)
- Medal „Za pracowniczą dzielność” (26 lutego 1958)
- Złoty Medal Wystawy Osiągnięć Gospodarki Narodowej (dwukrotnie, 1982 i 1985)
- Srebrny Medal Wystawy Osiągnięć Gospodarki Narodowej (dwukrotnie, 1977 i 1989)

I inne.